# Nacka hembygdsmuseum

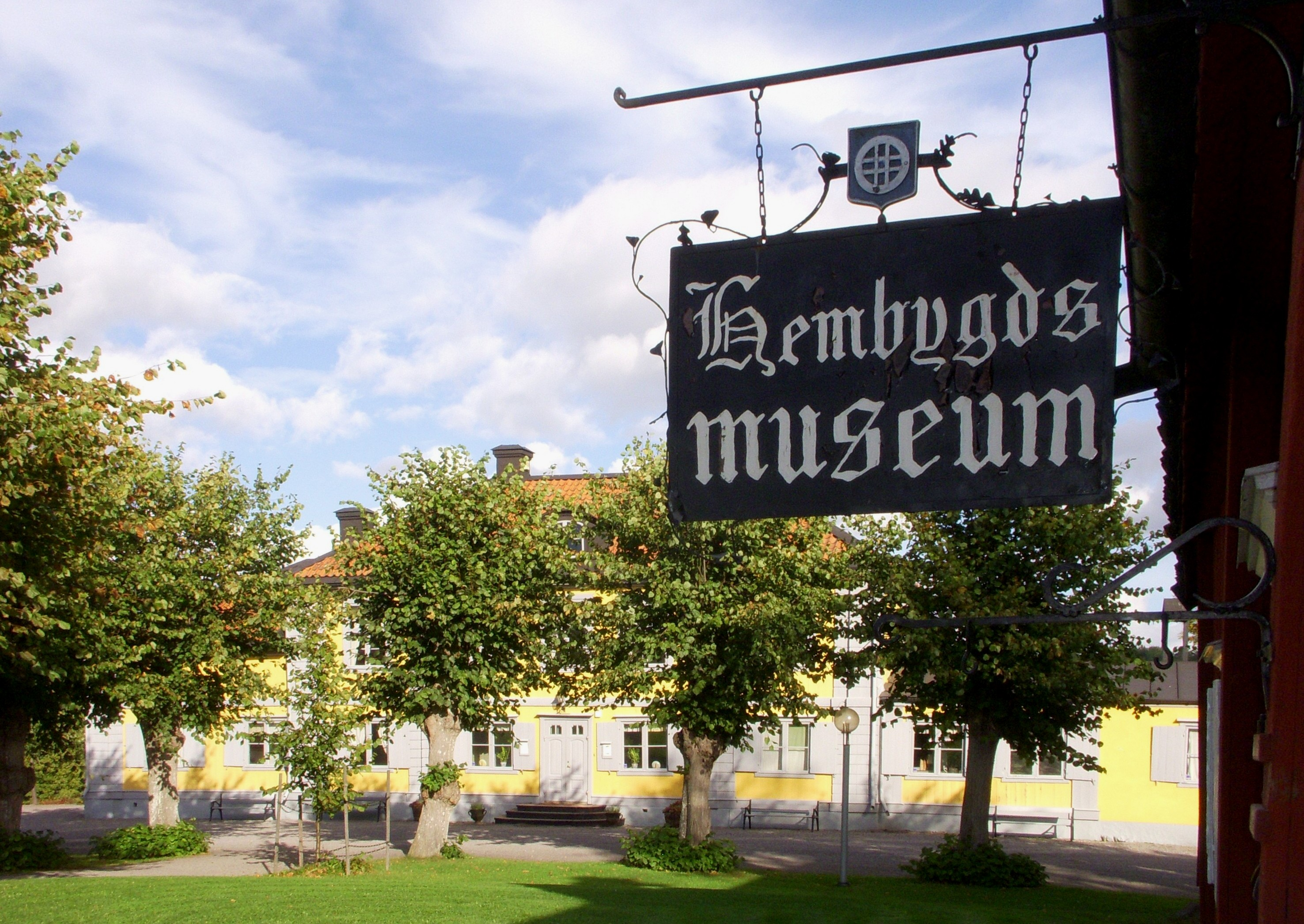
Hembygdsmuseets skylt.

Nacka hembygdsmuseum är ett svenskt kommunalt hembygdsmuseum vid Stora Nyckelviken i Nacka kommun.

## Byggnaden
Nacka hembygdsmuseum är inrymt i den södra flygeln till herrgården Stora Nyckelviken. Denna flygel är sannolikt från 1600-talet och var under början av 1900-talet bostad för gårdens rättare och dess trädgårdsmästare.

## Verksamheten
Nacka kommun köpte gården 1944. Museet, som byggdes upp av Nacka hembygdsförening, Nacka kommun och Sällskapet Nyckelvikens Vänner, öppnade 1960. Det övertogs av Nacka kommun 1985 och renoverades under 1990-talet.
I museets permanenta utställningar berör främst bonde- och torparliv under 1800-talet. Där finns också ett klassrum från 1800-talet, en interiör från det 1960 nedbrunna Nackanäs värdshus samt en stockbåt från 1400-talet.